# ناوکی هوماچی
ناوکی هوماچی (انگلیسی: Naoki Hommachi؛ زادهٔ ۳۱ ژوئیهٔ ۱۹۶۸) بازیکن فوتبال اهل ژاپن است.
از باشگاه‌هایی که در آن بازی کرده‌است می‌توان به باشگاه فوتبال جف یونایتد ایچیهارا چیبا اشاره کرد.